# Рахул Ганди
Рахул Ганди (на английски: Rahul Gandhi) е индийски политик и член на Парламента на Индия, от избирателен район – Амети.
Деятел на партията „Индийски Национален конгрес“ (ИНК).
Наследник на династията „Неру-Ганди“. Правнук на Джавахарлал Неру, внук на Индира Ганди, син на Раджив Ганди и Соня Ганди.
1. ↑  www.dnaindia.com //   Посетен на 18 юни 2018 г.
2. ↑  In Pictures: Famous Indians who are not married